# Крайні точки Австралії

Крайні точки материкової Австралії

Це список крайніх точок Австралії (країни, а не континенту). Список включає крайні точки за сторонами світу, висоти та інші точки, що становлять особливий географічний інтерес. Розташування деяких точок залежить від того, чи включено острови та Австралійську антарктичну територію (яка не є загальновизнаною).

## Крайня північна точка
- Брамбл-Кей[en], острови Торресової протоки, Квінсленд (9°8'23" пд. ш.)
- Континентальна Австралія: Кейп-Йорк, півострів Кейп-Йорк, Квінсленд (10°41' пд. ш.)

## Крайня південна точка
- Острови Бішоп і Клерк[en], Тасманія (55°03′ пд. ш.)
- Континентальна Австралія: Саут-Пойнт[en], мис Вільсона, Вікторія (39°08' пд. ш.)[1]

## Крайня східна точка
- Стілс-Пойнт, острів Норфолк (167°57' сх. д.)
- За винятком зовнішніх територій: Болс-Пірамід, Новий Південний Уельс (159°15' сх. д.)
- Континентальна Австралія: мис Байрон, Новий Південний Уельс (153°38' сх. д.)[2]

## Крайня західна точка
- Скеля Меєра, острови Макдональд[en] (72°34' сх. д.)
- За винятком зовнішніх територій: острів Дірк Хартог, Західна Австралія (112°56' сх.д.)
- Континентальна Австралія: Стіп-Пойнт, Західна Австралія (113°09' сх. д.)

## Найвища точка
- Моусона-Пік, острів Герд (2744 м)[3]
- Континентальна Австралія: гора Косцюшко, Новий Південний Уельс (2228 м)[4]
- Найдальша точка від центра Землі: пік Торнтон, Квінсленд (6377,866 км)[5]
- Найвища гора, виміряна від дна океану: гора Гамільтон, острів Маккуорі (понад 5000 метрів)[5]
- Включно з Австралійською антарктичною територією: купол A (4093 м)[6]
- Включно з Австралійською антарктичною територією на скелястому рельєфі: гора Мак-Клінток (3490 м)[7]

## Найнижча природна точка
- Озеро Ейр, Південна Австралія (—15 м)
- Включно з Австралійською антарктичною територією: Глибоке озеро (англ. Deep Lake), Вестфолд-Хіллз[en], (—50 м)

## Інші точки
- Планіметричний центр ваги континентальної Австралії — гравітаційний центр Ламберта, Північна Територія (25°36′36.4″ пд. ш. 134°21′17.33″ сх. д. / 25.610111° пд. ш. 134.3548139° сх. д.)
- Найдальша точка від берегової лінії — між Папунею[en] та озером Льюїс[en], Північна Територія (23°02′ пд. ш. 132°10′ сх. д. / 23.033° пд. ш. 132.167° сх. д.)[8]
- Північно-західна точка континентальної Австралії — мис Північно-Західний[en], Західна Австралія
- Південно-західна точка континентальної Австралії — мис Левін, Західна Австралія
- Північно-східна точка континентальної Австралії — мис Йорк, штат Квінсленд
- Південно-східна точка — мис Гоу[en], Новий Південний Уельс/Вікторія